# Marpissa singhi
Marpissa singhi är en spindelart som beskrevs av Monga, Singh, Sadana 1989. Marpissa singhi ingår i släktet Marpissa och familjen hoppspindlar. Inga underarter finns listade i Catalogue of Life.